# Rebel Yell (Scooter-dal)
A Rebel Yell a Scooter 1996-ban megjelent kislemeze, a harmadik kislemez az Our Happy Hardcore című második nagylemezükről. A dal Billy Idol azonos című slágerének rave stílusú feldolgozása.

## Számok listája
1. Rebel Yell (Radio Edit) – 03:41
2. Rebel Yell (Extended Mix)-04:44
3. Euphoria – 03:57

A Radio Edit nem teljesen azonos az albumon megjelent változattal, utóbbi hosszabb és hiányzik belőle néhány olyan hangeffekt, amely ebben a változatban hallható. A 2005-ben az internetre került új kiadású kislemezre az albumverziót tették rá.
A francia bakelitváltozatra a CD-kiadással megegyező számok kerültek, az eredeti bakelitverzióra azonban a Radio Edit helyett egy Our Happy Hardcore-albumszám, a "Stuttgart" került fel. A kazettás kiadás mindkét oldalára a Radio Edit illetve az Euphoria került.
Ausztráliában a "Let Me Be Your Valentine" kislemezzel összevont változata jelent meg.

## Más változatok
Egy hamburgi koncerten felvett élő változata, Rick J. Jordan zongorajátékával feljavítva felkerült az 1998-as Rough and Tough and Dangerous című válogatáslemezre.
A dal nagyon hosszú ideig lekerült a koncertműsorról, majd 2013-2014-ben tért vissza, a zenei alapokat némileg módosított változatban, egy másik közkedvelt számmal, a "Back In the U.K."-vel egybedolgozott medley-ben.

## Videoklip
A videoklipet egy Prága melletti kastélyban vették fel. A Vámpírok bálja című filmre emlékeztető képi világ és történet során a Scooter tagjai kosztümös hölgyek társaságába keverednek, akikről csak később veszik észre, hogy kísértetek illetve vámpírok. Ezután menekülni kezdenek, de valamennyiüket megtalálják és ők is vámpírok lesznek.

## Közreműködtek
- Billy Idol, Steve Stevens (eredeti szerzők)
- H.P. Baxxter (ének)
- Rick J. Jordan, Ferris Bueller (zene)
- Jens Thele (producer)
- Marc Schilkowski
- Andreas Kess (kényképek)

A kislemezen a "Produced by The Loop!" kifejezés szerepel, amely a Scooter eredeti nevére történő utalás.